# Trifolium bocconei
Trifolium bocconei là một loài thực vật có hoa trong họ Đậu. Loài này được Savi miêu tả khoa học đầu tiên.

## Hình ảnh

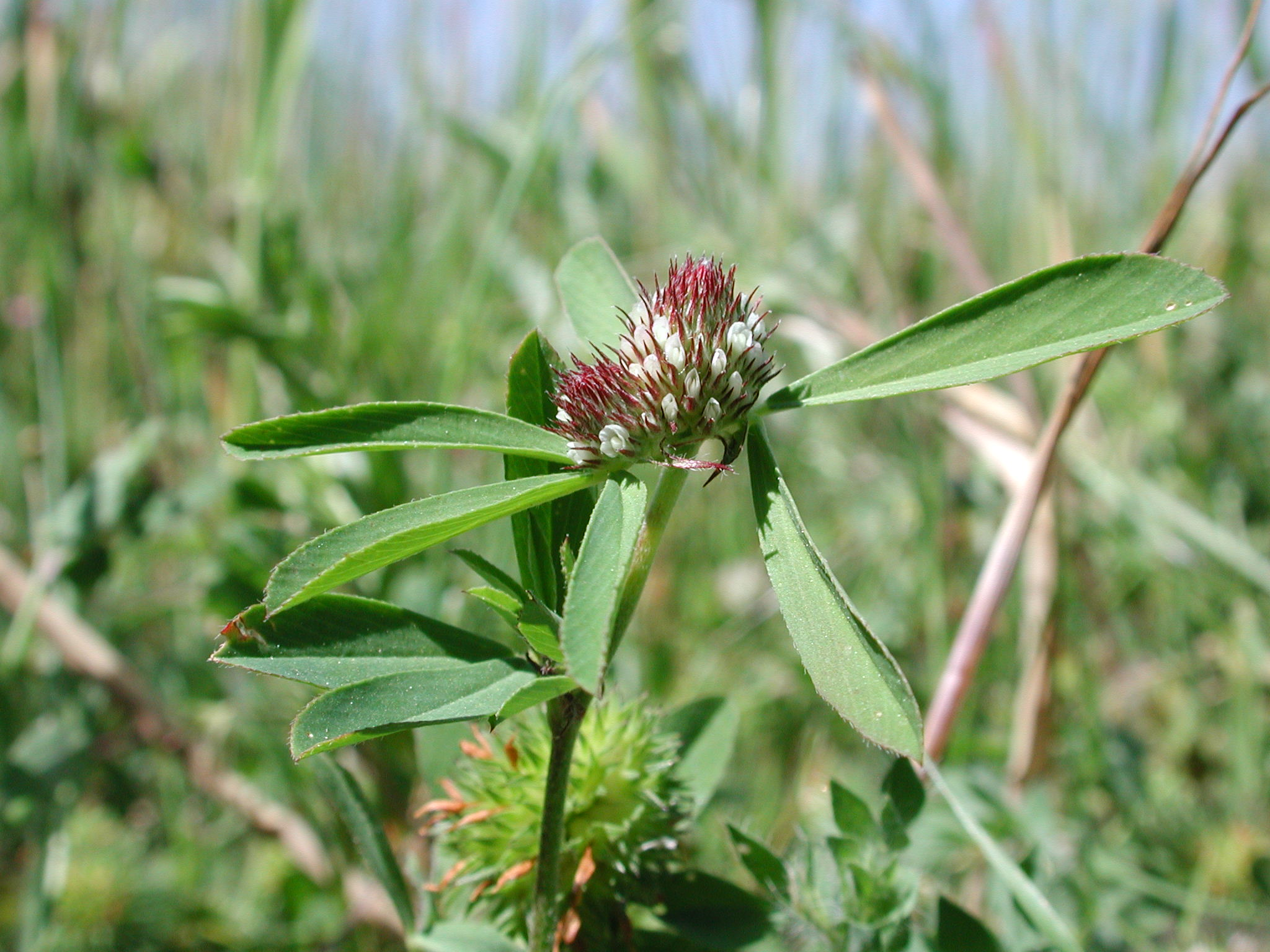
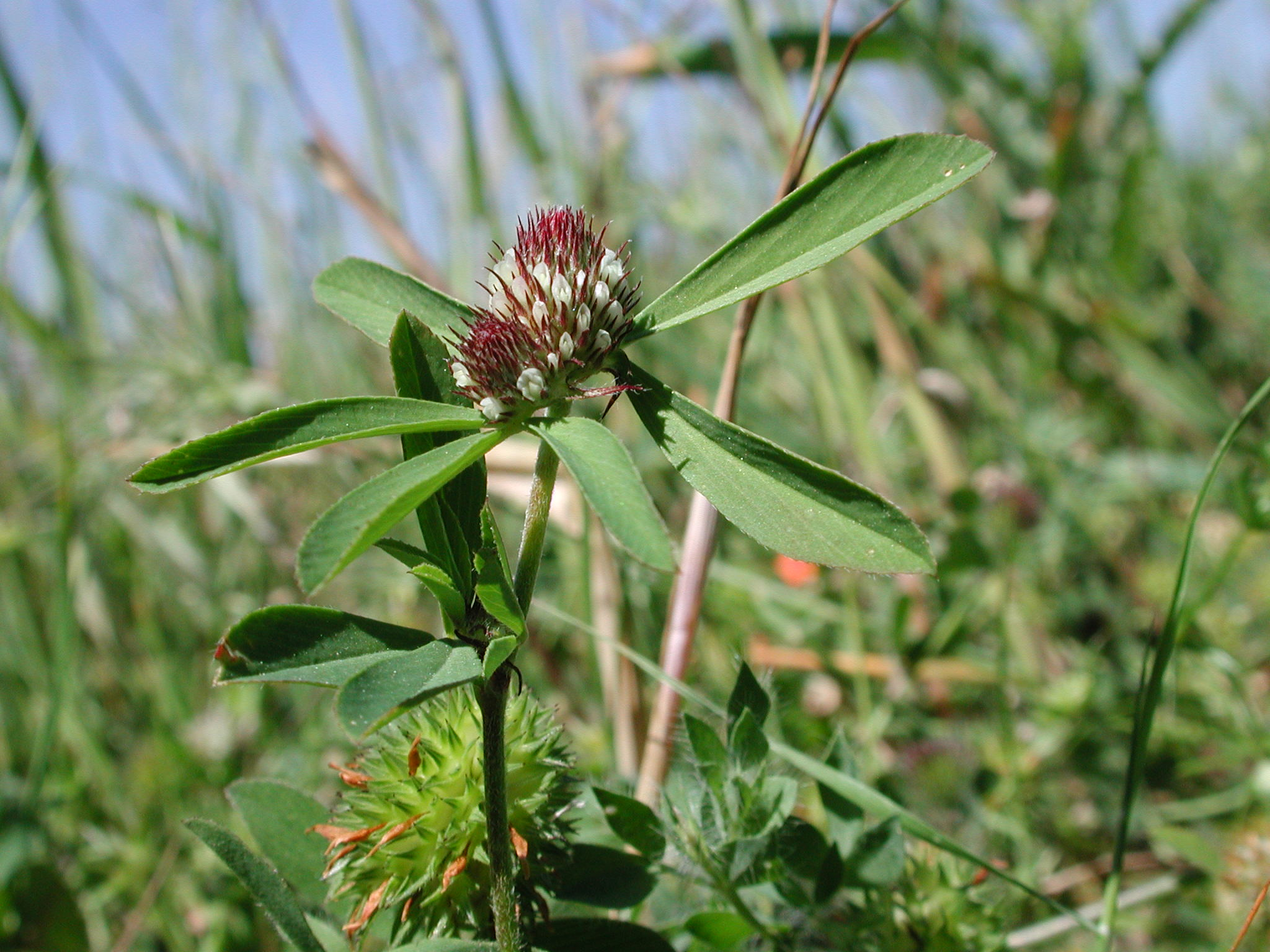
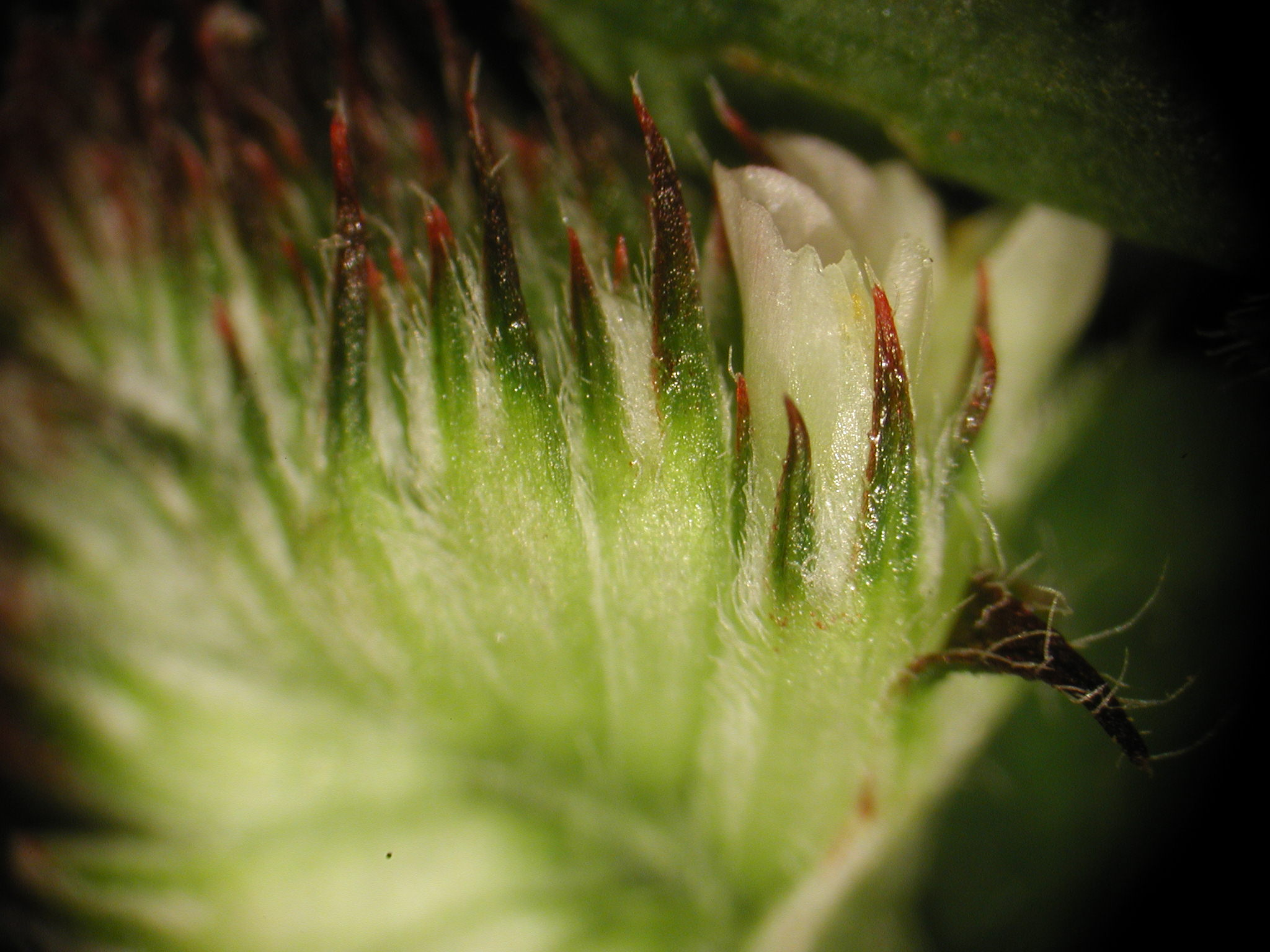
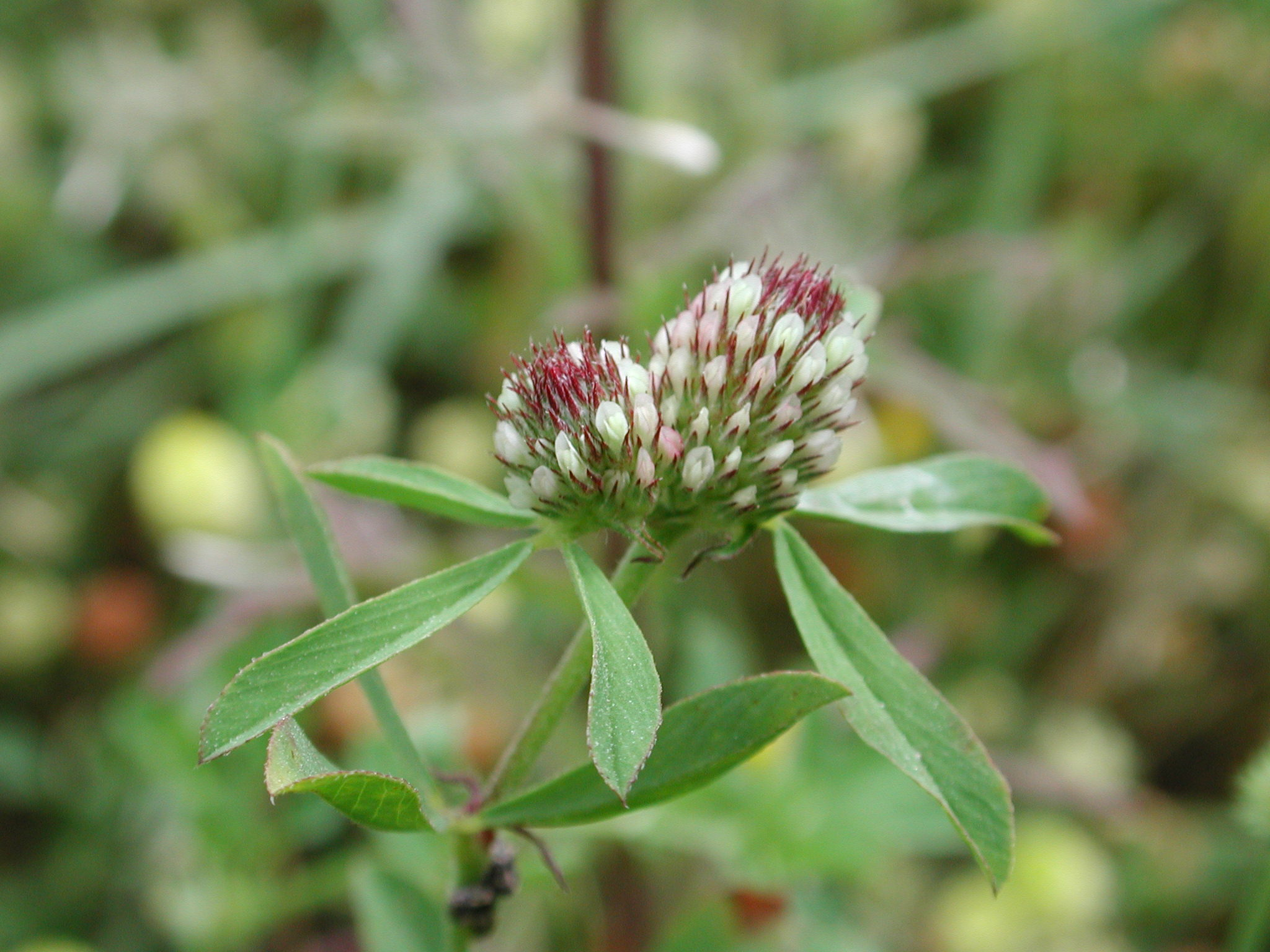